# 泉州公交K8路
泉州公交K8路是中华人民共和国泉州市境内的一条公共交通线路，全程16.2公里。起讫点为温陵公交首末站至东宏路首末站，运营时间为温陵公交首末站：6:30-19:30；东宏路首末站：7:00-20:00

## 历史
- 2018年6月7日，泉州公交发展有限公司（公交集团前身）发布开通K8路的通知[1]
- 2018年6月12日，泉州公交开通K8路。初期运行区间为泉州汽车站-海星小区，初期运行时间为泉州汽车站6:30-19:30、海星小区7:00-20:00[2]。初期票价为一票制1元/人，使用车辆为自K501路退下的14部金旅XML6855JEVW0C型空调电动巴士
- 2018年7月，因39路高峰期班次加密的需要[3]，逢工作日7:30抽调K8路1部XML6855JEVW0C套跑39路
- 2018年11月，受缺驾影响，K8路高峰期不再套跑39路
- 2020年1月15日，为方便东海跨境电商园员工出行需要，K8路自该日起取消途经东海大街中段。改为途经格联通街、东滨路至泉州师院站后原线行驶。除医大二院东海院区站改为单向停靠外，其它不变。[4]
- 2022年3月16日，因疫情防控要求暂停中心市区范围内所有公交线路运营。K8路自当日首班起暂停运营至4月15日。[5]
- 2022年4月16日，K8路恢复运营，临时取消停靠东海滨城、丰泽区政府、东美小区、津坂路口等站点，运营时间临时调整为双向7:30-18:00。[6]
- 2022年4月18日，K8路恢复停靠东海滨城、丰泽区政府、东美小区、津坂路口等站，运营时间恢复为泉州汽车站6:30-19:30、海星小区7:00-20:00[7]
- 2022年12月30日，因泉州汽车站已停止运营，自该日起原泉州汽车站更名为温陵公交首末站。[8]
- 2023年9月13日，因海星小区3期建设需要，原海星小区首末站地块收回并拆除。受此影响K8路自该日起取消进入海星小区首末站，改为至东宏路首末站停放，上下客点临时调整至市政务服务中心。
- 2023年9月25日，K8路自该日起正式调整至东宏路首末站始发终到。取消途径府东路北段、市政务服务中心。并增停市图书馆、泉泰路南段、港湾街西段、港湾街东段等站，其它不变。[9]
- 2023年10月26日，因8路车辆更换需要，东海公司抽调K8路8部XML6855JEVW0C至8路，K8路则保留2部运营。并更换自14路退下的3部中车时代TEG6820BEV01型空调电动巴士，配车数降为5部。
- 2024年12月17日，K8路接手并更换自K902路退下的3部XML6855JEVW0C，原配3部TEG6820BEV01退役，配车数不变。
- 2024年12月31日，K8路全线更换为5部福田BJ6851EVCA-30型空调电动巴士，原配5部XML6855JEVW0C归还城东公司。
- 2025年5月16日，因K501路车辆更换需要。K8路接手并更换自K501路置换而来的5部金旅XML6855JEVW0C，原配5部BJ6851EVCA-30转入K501路，配车数不变。
- 2025年6月1日，因东滨路拆迁。K8路自该日起取消途径格联通街、东滨路。改为途径东海大街至泉州师院后原线行驶，其它不变。

## 站点
| 路线 | 路线 | 路线 | 所在地区、街道 | 所在地区、街道 | 站点名           | 备注                   |
| ---- | ---- | ---- | -------------- | -------------- | ---------------- | ---------------------- |
|      |      |      | 丰泽区         | 温陵南路       | 温陵公交首末站   | 起讫站 原名 泉州汽车站 |
|      |      |      | 丰泽区         | 温陵南路       | 海关大楼         |                        |
|      |      |      | 丰泽区         | 津淮街         | 津坂路口         |                        |
|      |      |      | 丰泽区         | 津淮街         | 水务集团         | 原名 水利大厦          |
|      |      |      | 丰泽区         | 津淮街         | 东美小区         |                        |
|      |      |      | 丰泽区         | 津淮街         | 丰泽区政府       |                        |
|      |      |      | 丰泽区         | 津淮街         | 市皮肤医院       | 原名 千亿山庄          |
|      |      |      | 丰泽区         | 东海大街       | 东海滨城         |                        |
|      |      |      | 丰泽区         | 东海大街       | 医大二院东海院区 | 原名 东海大街西段      |
|      |      |      | 丰泽区         | 东海大街       | 东海大街中段     |                        |
|      |      |      | 丰泽区         | 东海大街       | 东海大街东段     |                        |
|      |      |      | 丰泽区         | 东海大街       | 泉州师院         |                        |
|      |      |      | 丰泽区         | 滨海街         | 滨海街中段       |                        |
|      |      |      | 丰泽区         | 府东路         | 泉州市图书馆     |                        |
|      |      |      | 丰泽区         | 泉泰路         | 泉泰路南段       |                        |
|      |      |      | 丰泽区         | 港湾街         | 港湾街东段       |                        |
|      |      |      | 丰泽区         | 港湾街         | 港湾街中段       |                        |
|      |      |      | 丰泽区         | 港湾街         | 港湾街西段       |                        |
|      |      |      | 丰泽区         | 东宏路         | 东宏路首末站     | 起讫站                 |

## 票价
K8路计价方式为一票制，全程¥1.0，其中：
- 泉通卡普通卡9折，月票卡、敬老卡、爱心卡优惠有效
- 可使用泉城通APP及支付宝、云闪付、微信乘车码支付

## 配车
K8路配车数总计5部，其中：
- 金旅XML6855JEVW0C  5部

- 金旅XML6855JEVW0C
（2018.6 - 2024.12 / 2025.5 - ）
- 中车时代TEG6820BEV01
（2023.10 - 2024.12）
- 福田BJ6851EVCA-30
（2024.12 - 2025.5）

## 相关
- 泉州公交线路列表